# Palazzo Manieri
Palazzo Manieri è un palazzo storico dell'Aquila.

## Storia

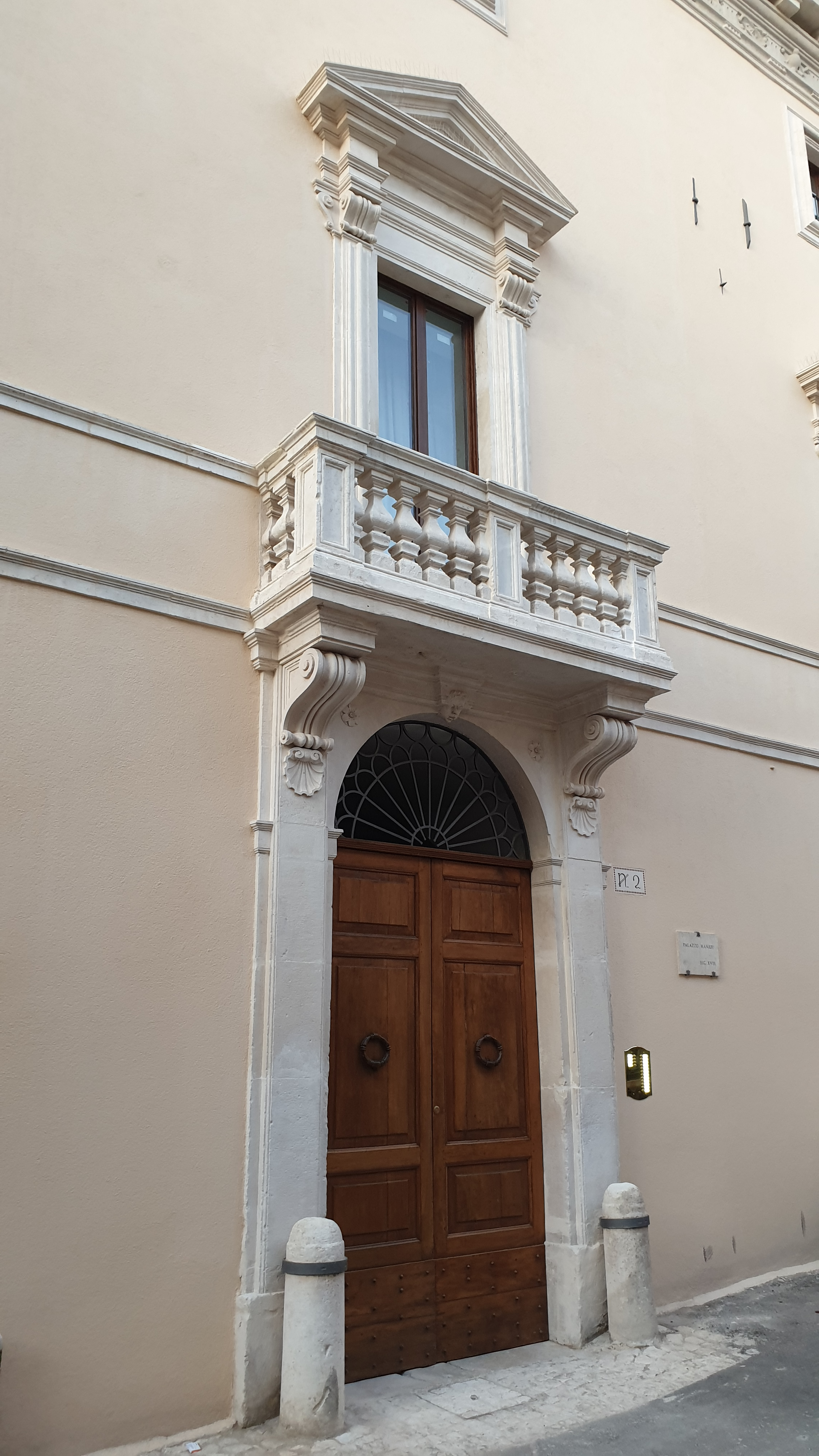
L'ingresso al palazzo in via Bazzano.

Le notizie costruttive sono assai scarne. Il palazzo ha origine nel XV secolo con la denominazione attuale. 
L'attuale edificio, tuttavia, venne edificato a partire dal 1708 per cui è presumibile supporre che il preesistente sia stato gravemente danneggiato dal terremoto dell'Aquila del 1703. La ricostruzione si dilungò fino al 1752.
Danneggiato nuovamente dal sisma del 2009, è stato sottoposto a lavori di ristrutturazione e consolidamento.

## Descrizione
Il palazzo è posto lungo il decumano di corso Federico II, a poca distanza da piazza del Duomo, nel quarto di San Giorgio. Presenta uno schema a tre livelli con attico — come i coevi palazzo Ardinghelli, palazzo Rivera e palazzo Persichetti — caratterizzato da una corte chiusa.
Si sviluppa con un impianto a ferro di cavallo tra il corso e la sua arteria parallela, via Rosso Guelfaglione, con l'ingresso principale posto invece nella via di collegamento, via Bazzano, e sovrastato da un finestrone balconato. In precedenza, un ingresso secondario era posto anche su corso Federico II, dove la facciata laterale è valorizzata al piano nobile da un balconcino in pietra. Di particolare interesse è la soluzione d'angolo con il corso, con il cantonale lapideo smussato a parziale imitazione del romano palazzo d'Aste.